# Pidonia tsushimana
Pidonia tsushimana är en skalbaggsart som beskrevs av Saito 1988. Pidonia tsushimana ingår i släktet Pidonia och familjen långhorningar. Inga underarter finns listade i Catalogue of Life.